# Altenburg (Bamberg)

Altenburg je srednjeveški grad na hribu na zahodu mesta Bamberg v bavarskem upravnem okrožju Zgornja Frankovska. Njegov stolp na približno 400 m nadmorske višine ponuja čudovit razgled na mesto.

## Zgodovina
Altenburg je bil prvič omenjen leta 1109 v dokumentu, s škofom Ottom von Bambergom pa grad nad kolegijskim samostanom sv. Jakoba. Grad je bil od leta 1305 do 1553 druga rezidenca knezoškofov bamberških. Grad je bil v današnjih dimenzijah zgrajen v začetku 15. stoletja.
Čeprav je bil Altenburg med kmečko vojno leta 1524/1525 oblegan, ni bil niti zajet niti resno poškodovan.
V drugi vojni mejnih grofov leta 1553 grad ni bil napaden, ampak po predaji vojske mejnega grofa Albrechta Alcibiadesa Brandenburg-Kulmbach uničen.
Plaz je v zadnji četrtini 18. stoletja uničil dele vzhodne stene. Te stene so v vidnem betonu obnovili šele v začetku 21. stoletja.
1801 je bamberški škof grad prodal, razen utrdb, Adalbertu Friedrichu Marcusu. Ta bamberški zdravnik je kot stanovanje uredil še vedno stoječo hišo. E. T. A. Hoffmannu, ki je prijateljeval z Marcusom, se je grad zdel tako privlačen, da je dvakrat iskal zavetje v enem od stolpov. Po Marcusovi smrti je tudi ta posest prešla v stečajno maso. Poštar Anton von Grafenstein v Krummennaabu je leta 1818 ustanovil Združenje za ohranitev Altenburga, prvo spomeniško združenje za zaščito spomenikov na Bavarskem.
Ker se je v začetku 20. stoletja še en del vzhodne stene v nevarnosti zrušil, so ga porušili in znova obnovili. Prvotna pravokotna zgradba ne obstaja več.

### Palas
Današnji Palas je bil zgrajen na še vedno delno ohranjenih kleteh prvotne hiše s finančno podporo proizvajalca čevljev Heinricha Manza leta 1900. Arhitekt te romantične stavbe je bil Gustav Haeberle. V viteški dvorani se je ohranila notranjost. Fresko viteškega turnirja na zahodni strani je ustvaril Wilhelm Reutter. Eden od jezdecev ima lastnosti takratnega drugega župana Bamberga Josefa Valentina Herda

### Grajska kapela
Grajsko kapelo je leta 1124 odprl škof Otto I. v čast sv. Valburga, Filipa in Jakoba. Lokacija te kapele ni znana. Naslednico kapele je leta 1553 uničil mejni grof Albrecht Alcibiades  Brandenburg-Kulmbach. Od leta 1617 so na planoti gradu dokumentirane maše. V ta namen je bila vsako leto zgrajena platnena kapela. Leta 1755 je bila postavljena skupina Križanja Georga Adama Reußa, ki še danes stoji, tamkajšnje maše v skladu s kanonskimi predpisi izvajajo tradicijo od 1124 leta. 1. maja 1824 so podarili ponovno ustanovitev službe bratje iz Grafensteina.
Današnja kapela z vhodom v vhodnem poslopju je bila zgrajena leta 1834. Arhitekt celotnega kompleksa je bil Bernhard Solger, učenec Karla Aleksandra Heideloffa in Friedricha von Gärtnerja, poznejšega vplivnega mestnega svetnika v Nürnbergu.
Reorganizacija gotsko obokane sobe je bila v rokah kraljevega stavbnega inšpektorja Friedricha Panzerja. Oltar, čigar timpanon je bil dejansko namenjen vhodu v cerkev Tiefenpölz, je izdelal kipar Adam Josef Schäfer po zasnovi Heideloffa.
V sobi je star obok, ki je bil razširjen proti jugu okoli kora. Sklepnik tega oboka prikazuje mestnega viteza z grba Bamberga. V kapeli so našli svoje grobove spomeniki sekulariziranih cerkva iz Bamberga. Kapelo je leto po prvi maši 1. maja 1836 odprl Franz Seraph Freiherr von Lerchenfeld.
Originalne steklene okenske slike so bile posnete v 1960-ih in so v skladiščih Zgodovinskega muzeja.

### Vodnjak
Grajski vodnjak je bil v hiši s kvadratnim tlorisom, ki je bila porušena leta 1880. Takrat je bila zgrajena še vedno obstoječa zgradba vodnjaka. Jašek je globok približno 30 metrov. Kamni iz porušenega vodnjaka so bili uporabljeni za spreminjanje severozahodnega vogalnega stolpa.

### E. T. A. Hoffmann-Klause
Od leta 1808 do 1813 je v Bambergu živel E. T. A. Hoffmann, eden bamberških literatov. Pogosto je živel na gradu kot puščavnik in okrasil notranje stene s karikaturami ljudi iz Bamberga.

### Amalien Klause
Amalija von Oldenburg, grška kraljica, je do svoje smrti v izgnanstvu živela s svojim možem Otonom I v Bambergu.

### Kiparstvo
- Verjetno iz leta 1727 postavljena grobnica Adalberta von Babenberga iz rodbine Popponen je prišla po razpustu samostana Theres na Altenburg. Kipar Leitherer je pri zadnjem restavriranju (približno 1980) opazil starejše dele znotraj plastike.
- Grobnica Heinza Fuchsa von Bimbacha († 15. junij 1539) izvira iz cerkve svete Ane iz frančiškanskega samostana v Bambergu.
- Grobnica Wolfa Christopha von Streitberga († 29. marec 1560) ima leto 1562 in KS, monogram kiparja Kiliana Sorga. Prihaja tudi iz cerkve svete Ane.
- Grobnica Martina von Redwitza († 27. aprila 1505) iz cerkve St. Christopher Dothumbkanerklosters je verjetno izdelala delavnica Tilmana Riemenschneiderja.
- Grob Georga von Schaumberga iz Lauterburga († 5. januarja 1527) iz Dothumbkanerkirche je leta 1520 izdelal kipar Johann Daucher. Vendar je Georg von Schaumberg pokopan v Moritzkirche v Coburgu.
- Dva leva, ki držita ščit na vratih pred hišo, prihajata iz hiše na Zelenem trgu, ki je bila obnovljena približno leta 1880 in katere fasada je bila spremenjena.
- Nad vhodom v restavracijo je relief Križanja iz 15. stoletja, katerega poreklo ni znano.
- Na Amalienklause se lahko vidi preostali grb, ki izvira iz Aufseßgasse (Bamberg) iz družine Werdenstein, ki je bil prvotno približno za tretjino večji. Na obeh straneh poleg glavnega ščita je grb Agnata. Še vedno je v celoti upodobljen v Aurifodini Bambergensis Johanna Sebastiana Schramma.
- Levo nad tem grbom Werdensteina je manjši družinski grb, bočno desno od njega pa grb Hochstifts, izvor neznan.
- Preostali nagrobniki Leypolda Truchsess-a iz Wetzhausena pri Dachsbachu († 19. novembra 1516) v E. T. A. Hoffmann-Klauseu je pripisan mojster Schwanenritterordens Jörg Armpauer.
- Izvor krone na E. T. A. Hoffmann-Klause, verjetno ostanki grba, ni znan.
- Na vzhodni strani je sedeč lev. Dva leva iste vrste sta v zasebni lasti, drugi v loku med Martinovo cerkvijo in Martinovo lekarno. Ti štirje levi so bili prvotno v ulici Oberen Königstraße.

- Na severozahodnem stolpu je grb izgubljenega  Wilden Mannes , ki je bil še vedno zaznaven na gradu okoli leta 1780. Ta grb je upodobljen v Aurifodini Bambergensis Johanna Sebastiana Schramma.
- Maska za obraz na Palasu je zelo podobna obrazu Heinricha Manza.

### Enigmatična železna košara
Na stolpu gradu visi železna košara, tako imenovana ognjena košara (Feuerkorb), ki naj bi služila kot signal z gradom Giechburg pri Scheßlitzu.
Ker pa za Giechburg niti za Altenburg ni mogoče dokazati izdatkov za takšno napravo, je mogoče domnevati, da je košara sestavina iz obnove okoli leta 1900. Ognjeno košaro so verjetno uporabljali za bengalsko razsvetljavo gradu in za lokalne predstave.

### Spominske plošče
- V prehodu pred hišo je pritrjena spominska plošča Antona von Grafensteina iz Krummennaaba, ustanovitelju združenja Altenburg.
- Na južni steni palače je spominska plošča Heinrichu Manzu, ki je sodeloval pri gradnji novega palasa.
- Na jugozahodnem vogalnem stolpu je spominska plošča Johannu Loewelu, ki je Altenburgverein štel za oporoko.

## Medved na gradu
Od leta 1952 do 1982 so na Altenburgu v psarni z majhnim zunanjim ograjenim prostorom hranili zadnjega medveda, rjavega medveda,. Za takratnega mladega medveda je sponzorstvo prevzel Luitpold Weegmann, takratni župan mesta Bamberg. Po Luitpoldu je postalo medvedovo ime Poldi. Psarna je še vedno tam, v njej je zdaj nagačen medved.